# جون كوستيلو (ممثل)
جون كوستيلو (بالإنجليزية: John Costelloe)‏ مواليد 08 نوفمبر 1961 في بروكلين، نيويورك - الوفاة 16 ديسمبر 2008 في بروكلين، الولايات المتحدة، هو ممثل أمريكي.

## الأعمال
- موت قاسي 2
- قبلة الموت
- آل سوبرانو
- شك

## روابط خارجية
- جون كوستيلو على موقع IMDb (الإنجليزية)
- جون كوستيلو على موقع أول موفي (الإنجليزية)
- جون كوستيلو على موقع قاعدة بيانات الفيلم (الإنجليزية)